# Anunciação (Botticelli, Glasgow)
A Anunciação é uma pintura em têmpera sobre painel na Museu e Galeria de Arte de Kelvingrove em Glasgow, Escócia, feita por Sandro Botticelli e seu estúdio. A pintura, que tem 49,5 cm de altura e 58,5 cm de largura, retrata o Anjo Gabriel anunciando notícias da concepção e futuro nascimento de Jesus Cristo a Virgem Maria. Uma inscrição no verso observa que a pintura já esteve na Igreja de São Barnabé, em Florença.